# Ватра (роман)
Ватра (енгл. The Fire) је роман Американке Кетрине Невил из 2008. године.

## Радња
Александра Соларин је позвана на рођендан своје мајке у кућу својих предака у Стеновитим планинама. Њени родитељи, Кет Велис и Александар Соларис, веровали су да су пре тридесет година успели да растуре фигуре Монгланске шаховске гарнитуре по читавом свету и тако скрију њену моћну тајну. Александра открива да је њена мајка нестала, што уз низ стратешки постављених загонетки, заједно са неочекиваним доласком мистриозне групе гостију, указује на то да се спрема нешто опасно. 
Након што од своје тетке, шаховског велемајстора Лили Рад, сасвим случано сазнаје да се најјача фигура гарнитуре Карла Вликог изненада појавила и да је Игра поново почела, Александра креће на пут који је води од Колорада до руских степа и најзад, до родног Вашингтон.